# Muhammad Ali Heavyweight Boxing
Muhammad Ali Heavyweight Boxing est un jeu vidéo de boxe sorti en 1992 sur Mega Drive. Le jeu a été développé par Park Place Productions et édité par Virgin Interactive.